# Pilionbahn
| Zug mit Tubize-Dampflok „Milies“ |                     |                                          |                                          |
| Streckenlänge: | 28 km               |                                          |                                          |
| Spurweite: | 600 mm (Schmalspur) |                                          |                                          |
| Maximale Neigung: | 30 ‰                |                                          |                                          |
| Minimaler Radius: | 30 m                |                                          |                                          |
| Streckengeschwindigkeit: | 20 km/h             |                                          |                                          |
| |                     |                                          |                                          |
| \| \| \| von Larisa (Regelspur, früher Meterspur) \| \| \| \| 0,0 \| Volos \| 3 m \| \| \| \| Koleti \| \| \| \| \| Orminiou \| \| \| \| \| Filellinon \| \| \| \| \| Vlachava \| \| \| \| 2,9 \| Anavros \| Anavros \| \| \| \| \| \| \| \| \| Spitzkehre \| \| \| \| 8,3 \| Agria \| 23 m \| \| \| \| Vrychonas-Brücke \| \| \| \| 10,9 \| Kato Lechonia \| Kato Lechonia \| \| \| 12,4 \| Ano Lechonia \| 75 m \| \| \| \| Spitzkehre \| \| \| \| \| Depot \| \| \| \| \| Kalorema-Viadukt \| \| \| \| 18,8 \| Ano Gazea \| Ano Gazea \| \| \| \| \| \| \| \| 20,3 \| Ag. Triada \| Ag. Triada \| \| \| 23,0 \| Ogla (Kala Nera) \| Ogla (Kala Nera) \| \| \| 23,4 \| Pinakates \| Pinakates \| \| \| 24,0 \| Argireika \| Argireika \| \| \| \| \| \| \| \| 28,2 \| Milies \| 450 m \| \| \| \| \| \| \| Quellen: [1] \| \| \| \| |                     |                                          |                                          |
| Strecke |                     | von Larisa (Regelspur, früher Meterspur) | von Larisa (Regelspur, früher Meterspur) |
| Kopfbahnhof Strecke ab hier außer Betrieb | 0,0                 | Volos                                    | 3 m                                      |
| Haltepunkt / Haltestelle (Strecke außer Betrieb) |                     | Koleti                                   | Koleti                                   |
| Haltepunkt / Haltestelle (Strecke außer Betrieb) |                     | Orminiou                                 | Orminiou                                 |
| Haltepunkt / Haltestelle (Strecke außer Betrieb) |                     | Filellinon                               | Filellinon                               |
| Bahnhof (Strecke außer Betrieb) |                     | Vlachava                                 | Vlachava                                 |
| Haltepunkt / Haltestelle (Strecke außer Betrieb) | 2,9                 | Anavros                                  | Anavros                                  |
| Brücke über Wasserlauf (Strecke außer Betrieb) |                     |                                          |                                          |
| Abzweig geradeaus, nach rechts und von rechts (Strecke außer Betrieb) |                     | Spitzkehre                               | Spitzkehre                               |
| Bahnhof (Strecke außer Betrieb) | 8,3                 | Agria                                    | 23 m                                     |
| Brücke über Wasserlauf (Strecke außer Betrieb) |                     | Vrychonas-Brücke                         | Vrychonas-Brücke                         |
| Haltepunkt / Haltestelle (Strecke außer Betrieb) | 10,9                | Kato Lechonia                            | Kato Lechonia                            |
| Kopfbahnhof Strecke bis hier außer Betrieb | 12,4                | Ano Lechonia                             | 75 m                                     |
| Abzweig geradeaus, nach rechts und von rechts |                     | Spitzkehre                               | Spitzkehre                               |
| Abzweig geradeaus und nach rechts |                     | Depot                                    | Depot                                    |
| Brücke |                     | Kalorema-Viadukt                         | Kalorema-Viadukt                         |
| Bahnhof | 18,8                | Ano Gazea                                | Ano Gazea                                |
| Tunnel |                     |                                          |                                          |
| ehemaliger Haltepunkt / Haltestelle | 20,3                | Ag. Triada                               | Ag. Triada                               |
| ehemaliger Haltepunkt / Haltestelle | 23,0                | Ogla (Kala Nera)                         | Ogla (Kala Nera)                         |
| ehemaliger Bahnhof | 23,4                | Pinakates                                | Pinakates                                |
| ehemaliger Haltepunkt / Haltestelle | 24,0                | Argireika                                | Argireika                                |
| Brücke |                     |                                          |                                          |
| Kopfbahnhof Streckenende | 28,2                | Milies                                   | 450 m                                    |
| |                     |                                          |                                          |
| Quellen: |                     |                                          |                                          |

Die Pilionbahn (griechisch Τρενάκι Πηλίου Trenaki Piliou) ist eine Schmalspurbahn mit 600 mm Spurweite auf der Pilio-Halbinsel in Thessalien, Griechenland.

## Geschichte

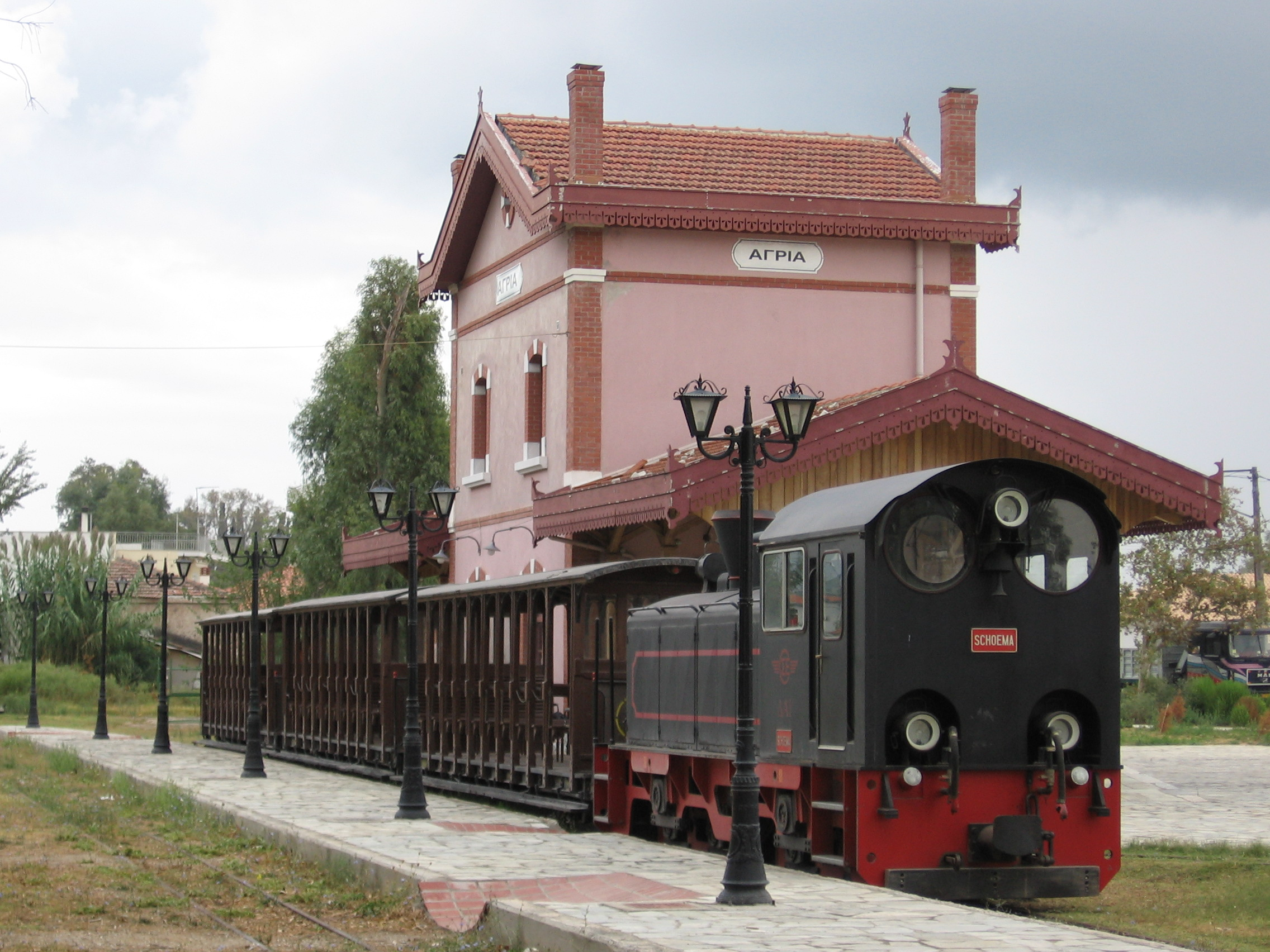
Zug im Bahnhof Agria (2006)

Die Bauarbeiten an dieser Strecke der Thessalischen Eisenbahnen begannen 1886. Der erste Streckenteil Volos–Agria wurde 1892 fertiggestellt. 1896 erreichte die Strecke Ano Lechonia. 1904 wurden die Arbeiten am letzten Abschnitt bis Milies abgeschlossen und fortan verband die Strecke das Bergdorf im Herzen der Pilion-Halbinsel mit der Hafenstadt Volos. Baumeister war Evaristo de Chirico (1841–1905), der Vater des Malers Giorgio de Chirico. Die Strecke führt durch zwei Tunnel und über neun Brücken. Eine Stahlbrücke, die noch heute „De-Chirico-Brücke“ genannt wird, überquert die Taxiarchis-Schlucht in einem engen U-förmigen Bogen.
Die gesamte Strecke ist eingleisig mit Ausweichstellen in allen Bahnhöfen außerhalb von Vólos. Der Streckenabschnitt innerhalb von Vólos war als Vierschienengleis ausgeführt, so dass Züge aus Larissa (Regelspur) und Kalambaka (Meterspur) bis zum Haltepunkt Vlachava am Stadtrand von Vólos fahren konnten. Wasserkräne wurden in Agria, Ano Lechonia (noch vorhanden) und Milies errichtet. Drehscheiben gibt es in Vólos und Milíes, letztere wurde nach Beschaffung der Schöma-Lokomotiven durch eine größere ersetzt. In Agria und Ano Lechonia gibt es ein Gleisdreieck zum Umsetzen der Lokomotiven.
Bis in die 1950er Jahre diente die Schmalspurbahn zwischen den Stationen Vólos Hbf und Anavros auch als Straßenbahn. 1951 übernahm die „Griechische Staatseisenbahn“ (SEK) den Betrieb der Strecke.

## Einstellung des Betriebs
Nach der Auflösung der SEK am 31. Dezember 1970 ging die Betriebsführung der Strecke an die neu gegründete „Griechische Eisenbahnorganisation“ OSE. Die Bahnstrecke wurde aus wirtschaftlichen Gründen umgehend stillgelegt, jedoch nicht abgetragen. Teile der Strecke wurden in den nachfolgenden Jahren überasphaltiert, zum Beispiel die Ortsdurchfahrten von Vólos (Dimitriados-Straße) und Lechonia und auf den Abschnitten der Überlandstrecke zwischen Agria und Ano Lechonia, wo die Strecke unmittelbar an der Küstenstraße verläuft. Die Fahrzeuge blieben vor Ort abgestellt.

## Museumsbahn

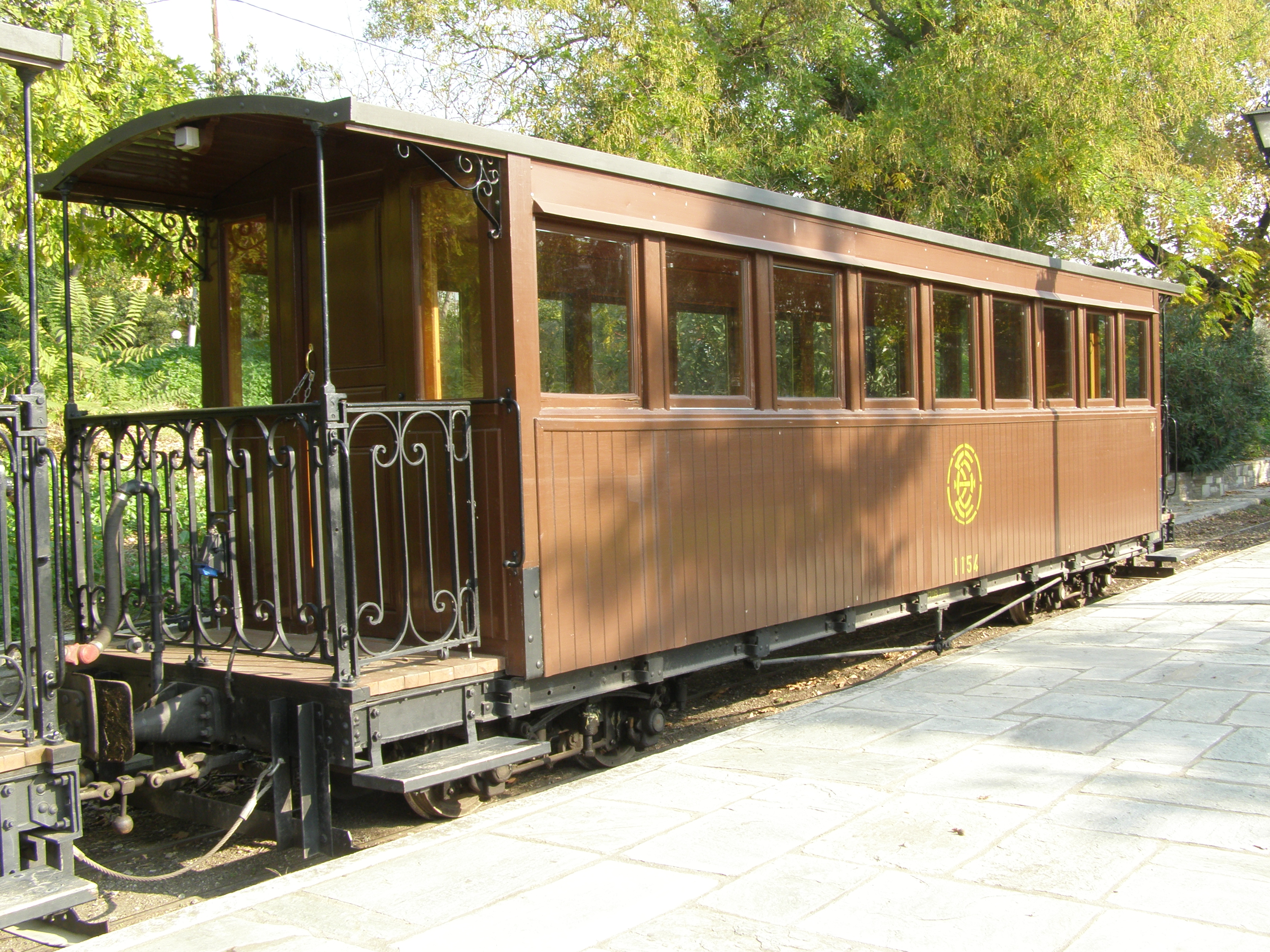
Wagen der Pilionbahn

1985 wurde die Bahn unter Denkmalschutz gestellt und die Bergstrecke von Ano Lechonia nach Milíes durch den „Verein griechischer Eisenbahnfreunde“ reaktiviert. Seit 1996 erfolgt auf diesem Abschnitt regelmäßig Museumsverkehr für Touristen. In den Sommermonaten verkehrt der Zug jeden Samstag und Sonntag vormittags ab Ano Lechonia, nachmittags zurück von Milíes.
Die Küstenstrecke zwischen Anavros am Stadtrand von Vólos und Agria war ab 2004 wieder in Betrieb. Bei einem Unwetter 2007 wurde dieser Streckenteil stark beschädigt und ist seitdem außer Betrieb.
Seit 1999 stehen für die historischen Züge zwei neue Schöma-Diesellokomotiven zur Verfügung, die äußerlich als „Dampflokomotiven“ gestaltet wurden. Die verbliebene betriebsfähige Dampflokomotive wurde bis zum Jahr 2010 gelegentlich ab Ano Lechonia eingesetzt.

## Fahrzeuge
Folgende Fahrzeuge waren oder sind auf der Bahnstrecke in Betrieb
| Typ                 | Anzahl | Hersteller                       | Baujahr | Abgestellt     | Verbleib | Foto |
| ------------------- | ------ | -------------------------------- | ------- | -------------- | --- | ---- |
| 0-8-0T              | 3      | Weidknecht                       | 1892    | unbekannt      | unbekannt |      |
| 0-4-0T              | 1      | Weidknecht                       | 1892    | unbekannt      | unbekannt |      |
| 0-4-0T              | 2      | Decauville                       | 1912    | Siehe Verbleib | eine erst beim Frankfurter Feldbahnmuseum und seit 2023 bei der Richmond Light Railway, die andere unbekannt |      |
| 2-6-0T 101 „Milies“ | 1      | Tubize (Ateliers métallurgiques) | 1909    | 1971           | seit Kesselschaden im Jahr 2010 abgestellt in der Werkstatt Volos                                            |      |
| 2-6-0T 102 „Pilion“ | 1      | HSP                              | 1909    | 1971           | abgewrackt                                                                                                   |      |
| 2-6-0T 103 „Jason“  | 1      | HSP                              | 1909    | 1971           | nicht rollfähig abgestellt im Depot Volos                                                                    |      |
| 4-6-0T              | 1      | Baldwin                          | 1917    | 1950           | nach Betrieb als Grubenlok „Elli“ nicht rollfähig abgestellt im Depot Volos                                  |      |
| A1, A2              | 2      | Schöma                           | 1999    |                | A2 im Depot Ano Lechonia A1 in Agria                                                                         |      |